# Младен Илић
Младен Илић (Бања Лука, 7. новембар 1996) српски је политичар и правник. Садашњи је председник посланик у Народној скупштини Републике Српске, функционер Савеза независних социјалдемократа (СНСД) и бивши предсједник Скупштине Града Бања Лука.

## Биографија
Рођен је у Бања Луци 1996. године. Основну и средњу школу, као и Правни факултет завршио је у Бањој Луци. По занимању дипломирани правник. Као професионални фудбалер наступао је за клубове: ФК Борац Бањалука, ФК Крупа на Врбасу и ФК Козара Градишка, са којима се такмичио у Премијер лиги БиХ. Након играчке каријере обављао је функцију директора ФК Крупа. Течно говори енглески и немачки језик, које је додатно усавршавао у Даблину и Минхену.

## Политичка каријера
Младен Илић је активни члан СНСД-а, Савеза независних социјалдемократа, бави се политиком од 2014. године.
На локалним изборима, одржаним 2020. године, у Бања Луци изабран је за одборника у скупштини града. Изабран је за предсједника Скупштине града Бања Лука 2021. године, као најмлађи предсједник у историји градске скупштине.
Поднио је оставку у новембру 2022. године на мјесто предсједника Скупштине града Бањалука и прихватио мандат народног посланика. Након општих избора у октобру 2022, изабран је директним мандатом за Народну скупштину Републике Српске.

## Породица
Ожењен је и отац једног дјетета.